# 引渡し
引渡し（ひきわたし）とは、占有者の意思に基づく占有移転を言う。すなわち、現在自分の占有している物又は人を、他人の占有下に移転させることをいう。以下、日本法における引渡しについて記述する。
- 民法について以下では、条数のみ記載する。

## 物の引渡し
民法により、物の引渡しの具体的な方法としては、次の4つが規定されている。
- 現実の引渡し（182条1項）
譲渡人が占有している物の占有を譲受人又は代理人に移転する、典型的な引渡し。
- 簡易の引渡し（同条2項）
譲受人又はその代理人が占有物を所持する場合に、当事者の意思表示のみによってする引渡し。
- 指図による占有移転（184条）
- 占有改定（183条）

これらの規定は不動産・動産ともに適用されるが、動産の場合は、物権の譲渡の対抗要件となること（178条）、即時取得の要件となること（192条）などから、法律上重要な意味を持つ。
特別法により物権の譲渡の対抗要件としての引渡しがあったものとされるものとして、動産譲渡登記がある。

## 人の引渡し
引渡しの対象が人の身柄の場合は、対象者の人権に配慮することが必要となる。
- 人身保護法（あくまで人身の自由の回復が目的であるため、「引渡し」という文言は法上存在していない）
- 逃亡犯罪人引渡法